# 結城神社
結城神社（ゆうきじんじゃ）は、三重県津市にある神社である。白河結城氏の結城宗広を祀る建武中興十五社の一社にあたる。

## 歴史
結城宗広は後醍醐天皇の鎌倉幕府討幕運動に参加し、建武の新政以後の南北朝時代にも南朝方で戦った。北畠顕家親子に従って二度陸奥から京に向けて攻め上ったが、帰国の途中で難破し、伊勢国で没した。その墓と伝えられる場所には、塚の上に六体地蔵が置かれ、結城塚と呼ばれていた。
1824年（文政7年）、津藩の藩主藤堂高兌により社殿が造営され結城神社と呼ばれるようになった。
1879年（明治12年）に村社になった。翌年三重県を訪れた明治天皇が、200円を祭祀料として寄付した。これを機に結城神社の社殿改築、昇格の議論がおこり、県が内務省に願い出て、1882年（明治15年）に別格官幣社に列せられた。
1945年（昭和20年）7月に津大空襲によって灰燼に帰す。昭和30年代に復興した。

## 文化財

##### 三重県指定文化財
- 紙本墨書結城神社文書46通

## その他
- 後醍醐天皇の綸旨などの史料が所蔵されている。
- 結城神社はしだれ梅の名所として有名であり、2月から3月のしだれ梅祭の間は多くの観光客で賑わう[4]。なおこの間は、梅園は有料となる。梅園の中に存在する結城宗広の墓を参拝する場合も拝観料が必要。
- 神社内には剣道場「結武館」があり、小中学生から一般まで剣道の稽古が行われている。結城神社は三重県剣道連盟の本部道場とされ、三重県剣道界の中心地としての役割を果たしている。境内には2005年に三重県剣道連盟設立50周年を記念して設けられた「剣理通万法」の石碑がある。なお、この字は結武館設立時に、初代法務大臣や全日本剣道連盟会長などを務めた木村篤太郎によって揮毫された書の字である。

## 関連図書
- 二六興信所編纂　山田米吉編『勤王事蹟別格官幣社精史』34〜37頁　二六興信所　1935年（国立国会図書館デジタルコレクション）
- 安津素彦・梅田義彦編集兼監修者『神道辞典』神社新報社、1968年、63頁
- 白井永二・土岐昌訓編集『神社辞典』東京堂出版、1979年、346頁